# Jackie Sauza
Jackie Sauza (Jalisco, 6 de novembro de 1989) é uma atriz e ex-modelo mexicana.

## Biografia
Jackie ficou conhecida quando participou do concurso Nuestra Beleza México, em 2012. Conseguiu ser uma das cinco finalistas do concurso, porém ficou em terceiro lugar na colocação final.
Depois ingressou no Centro de Educação Artistica (CEA) da Televisa, onde estudou atuação.
Em 2015, na telenovela Lo imperdonable, integrou o elenco juvenil da novela.
Em 2016 integrou o elenco da novela Las amazonas.
Também fez uma participação na novela Tres veces Ana, juntamente com Raúl Magaña, interpretando os pais das trigêmeas.
Em 2017 participa da novela En tierras salvajes, interpretando uma das vilãs da história.

## Carreira

### Telenovelas
- Me atrevo a amarte (2025) - Lucrecia Monteiro
- Vivir de amor (2024) - Julia
- La desalmada (2021) - Brenda Isubaki Santaolalla
- La mexicana y el güero (2020-2021) - Erika Núñez Osorio
- Sin miedo a la verdad (2019-2020) - Agente Andrea Loera
- Hijas de la luna (2018) - Carla Vázquez
- Por amar sin ley (2018) - Diana Salas
- En tierras salvajes (2017) - Teresa Castillo Escamilla
- Tres veces Ana (2016) - Lourdes Rivadeneira de Álvarez del Castillo
- Las amazonas (2016) - Ingrid
- Lo imperdonable (2015) - Mariana de la Corcuera
- Amores verdaderos (2012) - Morgana
- Como dice el dicho (2011-2013) - Mariana / Rocío

### Filmes
- Todas mías (2012) - Mulher no harém